# Família Skywalker
La família Skywalker és una família humana fictícia de la franquícia de La guerra de les Galàxies. A l'univers fictici, la família és presentada com una llinatge amb fortes capacitats inherents relacionades amb la Força i, a vegades, amb habilitats per utilitzar els sabres làser. Luke Skywalker i Leia Organa, la seva germana bessona, i el seu pare Darth Vader, són els personatges principals de la trilogia original de Star Wars. Darth Vader, en la seva antiga identitat com a Anaking Skywalker, és el protagonista en la trilogia de preqüeles; la seva mare, la Shmi, és un personatge secundari que apareix a les dues primeres pel·lícules. El fill de Leia i Han Solo, Ben Solo, qui després es canvia el nom a Kylo Ren, és l'antagonista principal en la trilogia de seqüeles. La Shmi, en Han i la Padmé Amidala són els únics membres de la família que no tenen contace amb la Força.

## Història
Tenint en compte la cronologia dels fets de Star Wars, la famíla Skywalker apareix per primera vegada a la pel·lícula de 1999 Star Wars Episode I: The Phantom Menace. En aquesta pel·lícula, el Jedi Qui-Gon Jinn coneix a Shmi Skywalker i al seu fill Anakin quan encara són esclaus al planeta de Tatooine. Shmi diu a Qui-Gon que l'Anakin no té pare i això fa pensar al Jedi que el jove Anakin és un producte dels midiclorians. Més endavant, l'Anakin marxa de Tatooine per començar el seu entrenament com a Jedi. Més tard, en un còmic, es diu que Palpatine és el pare de l'Anakin.
A Star Wars Episode II: Attack of the Clones (2002) és revelat que, durant l'absència de l'Anakin, la Shmi s'ha casat amb en Cliegg Lars, convertint-se en la madrastra de l'Owen. Més endavant en la pel·lícula, la Shmi mor. L'Owen explica a l'Anakin que són germanastres i més tard es casa amb la Beru Whitesum. Secretament, al final de la pel·lícula, l'Anakin es casa amb la senadora de Naboo Padmé Amidala.
A Star Wars Episode III: Revenge of the Sith (2005), la Padmé mor després de donar a llum una bessonada: en Luke i la Leia. En Luke creix a Tatooine amb els la Beru i l'Owen Lars i la Leia a Alderaan, amb el Senador Bail Organa i al Reina Organa. L'Anakin, qui ja s'ha convertit en Sith Darth Vader, no sap que els seus fills han nascut. Els bessons s'acaben unint a l'Aliança Rebel després que les seves famílies adoptives morin a mans de l'Imperi. Cap dels dos germans sap de la seva relació fins a Star Wars Episode VI: Return of the Jedi.
La família Solo és part de la família Skywalker. A l'spinoff del 2018 Solo: A Star Wars Story (situada entre l'Episodi III i l'Episodi IV), Han Solo ha de robar mentre està al planeta Coreilla per tal de sobreviure. Com que el cognom del pare d'en Han és desconegut, el cognom "Solo" li dona in Oficial de l'imperi quan fa la sol·licitud per entrenar a l'Acadèmia de Vol Imperial. Més endavant, en Han es troba involucrat en una guerra en contra l'Imperi i, mentre, forma una relació amorosa amb la Leia. Finalment, en Han, la Leia, l'Anakin (qui ha tornat al costat Lluminós de la Força) i en Luke acaben amb el regnat de terror de l'Imperi, però això els costa la vida de l'Anakin. En la pel·lícula Star Wars Episode VII: The Force Awakens (2015) es revela que en Han i la Leia han tingut un fill, en Ben Solo. La parella es separa quan en Ben cau al Costat Fosc de la Força i es converteix en Kylo Ren. Per la banda d'en Luke, en cap moment es diu que hagi tingut fills.
Cap al final de Star Wars Episode IX: The Rise of Skywalker (2019), la línia dels Skywalker s'ha acabat, ja que Kylo Ren mata en Han, després que aquest fes un últim intent perquè el seu fill torni al Costat Lluminós de la Força, en Luke es sacrifica per salvar a la Resistència del Primer Orde, la Leia mor al intentar tornar a portar el seu fill al Costat Lluminós de la Força i en Ben Solo mor per salvar a la Rey. La Rey adopta el cognom "Skywalker" per honrar a la família Skywalker i continuar el seu llegat i trencar fils amb la seva línia Palpatine, sent així la última persona viva coneguda que té aquest cognom. Des d'aquell moment, els Skywalker s'han convertit en una família famosa i llegendària durant tota la història galàctica i per tornar a portar pau a la galàxia.

## Arbre genealògic
A continuació hi ha l'arbre genealògic de la família Skywalker:
| Aika Lars     | Aika Lars     | Aika Lars     | Aika Lars     | Aika Lars     | Aika Lars     |  |  |           |           |           |           |           |           |  |  | Cliegg Lars | Cliegg Lars | Cliegg Lars | Cliegg Lars | Cliegg Lars | Cliegg Lars |  |  |  |  | Shmi Skywalker-Lars | Shmi Skywalker-Lars | Shmi Skywalker-Lars          | Shmi Skywalker-Lars          | Shmi Skywalker-Lars          | Shmi Skywalker-Lars          |                              |                              |  |  | Jobal Naberrie | Jobal Naberrie | Jobal Naberrie | Jobal Naberrie | Jobal Naberrie | Jobal Naberrie |               |               |                   |               |  |  | Ruwee Naberrie | Ruwee Naberrie | Ruwee Naberrie | Ruwee Naberrie | Ruwee Naberrie | Ruwee Naberrie |          |          |          |          | Casa Organa | Casa Organa | Casa Organa  | Casa Organa  | Casa Organa  | Casa Organa  |              |              |
| Aika Lars     | Aika Lars     | Aika Lars     | Aika Lars     | Aika Lars     | Aika Lars     |  |  |           |           |           |           |           |           |  |  | Cliegg Lars | Cliegg Lars | Cliegg Lars | Cliegg Lars | Cliegg Lars | Cliegg Lars |  |  |  |  | Shmi Skywalker-Lars | Shmi Skywalker-Lars | Shmi Skywalker-Lars          | Shmi Skywalker-Lars          | Shmi Skywalker-Lars          | Shmi Skywalker-Lars          |                              |                              |  |  | Jobal Naberrie | Jobal Naberrie | Jobal Naberrie | Jobal Naberrie | Jobal Naberrie | Jobal Naberrie |               |               |                   |               |  |  | Ruwee Naberrie | Ruwee Naberrie | Ruwee Naberrie | Ruwee Naberrie | Ruwee Naberrie | Ruwee Naberrie |          |          |          |          | Casa Organa | Casa Organa | Casa Organa  | Casa Organa  | Casa Organa  | Casa Organa  |              |              |
|               |               |               |               |               |               |  |  |           |           |           |           |           |           |  |  |             |             |             |             |             |             |  |  |  |  |                     |                     |                              |                              |                              |                              |                              |                              |  |  |                |                |                |                |                |                |               |               |                   |               |  |  |                |                |                |                |                |                |          |          |          |          |             |             |              |              |              |              |              |              |
| Beru Whiteson | Beru Whiteson | Beru Whiteson | Beru Whiteson | Beru Whiteson | Beru Whiteson |  |  | Owen Lars | Owen Lars | Owen Lars | Owen Lars | Owen Lars | Owen Lars |  |  |             |             |             |             |             |             |  |  |  |  |                     |                     | Anakin Skywalker Darth Vader | Anakin Skywalker Darth Vader | Anakin Skywalker Darth Vader | Anakin Skywalker Darth Vader | Anakin Skywalker Darth Vader | Anakin Skywalker Darth Vader |  |  |                |                |                |                | Padmé Amidala  | Padmé Amidala  | Padmé Amidala | Padmé Amidala | Padmé Amidala     | Padmé Amidala |  |  | Bail Organa    | Bail Organa    | Bail Organa    | Bail Organa    | Bail Organa    | Bail Organa    |          |          |          |          |             |             | Breha Organa | Breha Organa | Breha Organa | Breha Organa | Breha Organa | Breha Organa |
| Beru Whiteson | Beru Whiteson | Beru Whiteson | Beru Whiteson | Beru Whiteson | Beru Whiteson |  |  | Owen Lars | Owen Lars | Owen Lars | Owen Lars | Owen Lars | Owen Lars |  |  |             |             |             |             |             |             |  |  |  |  |                     |                     | Anakin Skywalker Darth Vader | Anakin Skywalker Darth Vader | Anakin Skywalker Darth Vader | Anakin Skywalker Darth Vader | Anakin Skywalker Darth Vader | Anakin Skywalker Darth Vader |  |  |                |                |                |                | Padmé Amidala  | Padmé Amidala  | Padmé Amidala | Padmé Amidala | Padmé Amidala     | Padmé Amidala |  |  | Bail Organa    | Bail Organa    | Bail Organa    | Bail Organa    | Bail Organa    | Bail Organa    |          |          |          |          |             |             | Breha Organa | Breha Organa | Breha Organa | Breha Organa | Breha Organa | Breha Organa |
|               |               |               |               |               |               |  |  |           |           |           |           |           |           |  |  |             |             |             |             |             |             |  |  |  |  |                     |                     |                              |                              |                              |                              |                              |                              |  |  |                |                |                |                |                |                |               |               |                   |               |  |  |                |                |                |                |                |                |          |          |          |          |             |             |              |              |              |              |              |              |
|               |               |               |               |               |               |  |  |           |           |           |           |           |           |  |  |             |             |             |             |             |             |  |  |  |  |                     |                     |                              |                              |                              |                              |                              |                              |  |  |                |                |                |                |                |                |               |               |                   |               |  |  |                |                |                |                |                |                |          |          |          |          |             |             |              |              |              |              |              |              |
|               |               |               |               |               |               |  |  |           |           |           |           |           |           |  |  |             |             |             |             |             |             |  |  |  |  |                     |                     | Luke Skywalker               | Luke Skywalker               | Luke Skywalker               | Luke Skywalker               | Luke Skywalker               | Luke Skywalker               |  |  | Leia Organa    | Leia Organa    | Leia Organa    | Leia Organa    | Leia Organa    | Leia Organa    |               |               |                   |               |  |  |                |                |                |                | Han Solo       | Han Solo       | Han Solo | Han Solo | Han Solo | Han Solo |             |             |              |              |              |              |              |              |
|               |               |               |               |               |               |  |  |           |           |           |           |           |           |  |  |             |             |             |             |             |             |  |  |  |  |                     |                     | Luke Skywalker               | Luke Skywalker               | Luke Skywalker               | Luke Skywalker               | Luke Skywalker               | Luke Skywalker               |  |  | Leia Organa    | Leia Organa    | Leia Organa    | Leia Organa    | Leia Organa    | Leia Organa    |               |               |                   |               |  |  |                |                |                |                | Han Solo       | Han Solo       | Han Solo | Han Solo | Han Solo | Han Solo |             |             |              |              |              |              |              |              |
|               |               |               |               |               |               |  |  |           |           |           |           |           |           |  |  |             |             |             |             |             |             |  |  |  |  |                     |                     |                              |                              |                              |                              |                              |                              |  |  |                |                |                |                |                |                |               |               |                   |               |  |  |                |                |                |                |                |                |          |          |          |          |             |             |              |              |              |              |              |              |
|               |               |               |               |               |               |  |  |           |           |           |           |           |           |  |  |             |             |             |             |             |             |  |  |  |  |                     |                     |                              |                              |                              |                              |                              |                              |  |  |                |                |                |                |                |                |               |               | Ben Solo Kylo Ren |               |  |  |                |                |                |                |                |                |          |          |          |          |             |             |              |              |              |              |              |              |

Notes
1. ↑  Apareix al llibre Star Wars Character Encyclopedia: Updated and Expanded Edition (2021).[23]
2. 1 2  A L'atac dels clons i La venjança dels Sith.

## Membres

### Shmi Skywalker-Lars

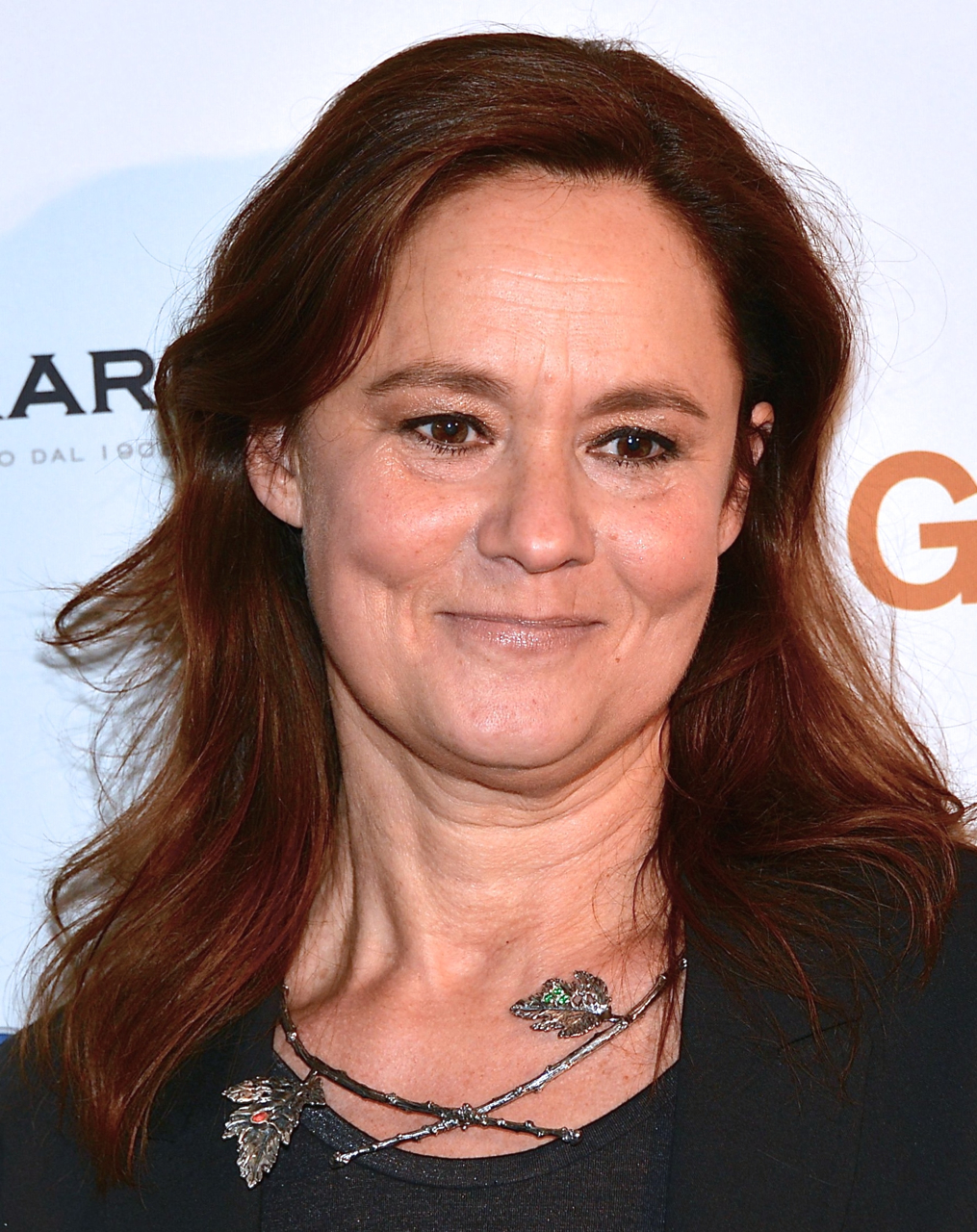
Pernilla August va donar vida a Shmi Skywalker.

La Shmi Skywalker (interpretada per Pernilla August) és la mare de l'Anakin Skywalker, la sogra de la Padmé Amidala, l'àvia ptaerna de Luke Skywalker i Leia Organa i la besàvia materna de Ben Solo. Apareix a les pel·lícules Star Wars Episode I: The Phantom Menace i Star Wars Episode II: Attack of the Clones.
La Shmi, juntament amb els seus pares, va ser capturada per pirates quan era una nena i va ser venuda als Hutts. A causa d'una aposta, els Hutt la van perdre i va passar a mans de Watto.
A The Phantom Menace, ella i el seu fill són introduïts com a esclaus d'en Watto al planeta desert de Tatooine. A diferència del seu fill, ella no té contacte amb la Força. Ella invita al Mestre Jedi Qui-Gon Jinn (Liam Neeson) a casa seva i li diu que l'Anakin (Jake Lloyd) no té pare i que simplement va quedar embarassada amb ell. Tot i que són pobres, la Shmi intenta donar a l'Anakin una bona casa a Mos Espa. En Qui-Gon ajuda a l'Anakin a guanyar-se la seva llibertat, però no aconsegueix la de la Shmi. Ella permet a l'Anakin marxar amb en Qui-Gon mentre li assegura que es trobaran un altre cop.
A Attack of the Clones, l'Anakin (Hayden Christensen) és ara un adult jove i un aprenent de Jedi. A través de la Força, sent que la seva mare està patint. L'Anakin viatja fins a Tatooine per trobar-la i quan arriba descobreix que va ser alliberada ja que es va casar amb el granger Cliegg Lars (Jack Thompson), però feia poc havia estat segrestada pels Tusken Raiders. Ell troba la seva mare en un dels seus campament, però és massa tard, ja que ha estat torturada i, finalment, mor en els braços de l'Anakin. Enfadat i trist per la mort de la seva mare, l'Anakin mata a tots els Tuskens que es troben al campament, incloent dones i nens. La mort de la Shmi dona inici la ràbia de l'Anakin i també al seu camí en convertir-se en Darth Vader. Més tard, l'Anakin porta el cos de la Shmi fins a casa d'en Cliegg per tal d'enterrar-la.

### Anakin Skywalker
L'Anakin Skywalker és el fill de la Shmi Skywalker i que va néixer sense pare a través de la Força. Secretament, és el marit de la Padmé Amidala, el pare d'en Luke Skywalker i de la Leia Organa, el cunyat d'en Han Solo i l'avi matern d'en Ben Solo. L'Anakin és descobert pel Mestre Jedi Qui-Gon Jinn al planeta de Tatooine, qui creu que el nen és "l'Elegit" per portar estabilitat a la Força. Després de la mort de Qui-Gon, es converteix en el Padawan de l'Obi-Wan Kenobi (Ewan McGregor). També forma un vincle proper amb la Padmé Amidala, la jove senadora de Naboo, amb qui es casarà secretament. Palpatine (Ian McDiarmid), el nou Canceller elegit de la República Galàctica, també forma una amistat amb l'Anakin, prometent que mirarà de ben a prop l'evolució del jove Skywalker. Estant dubtós entre la seva lleialtat cap als Jedi i les seves ganes de poder, l'Anakin es deixa emportar cap al Costat Fosc de la Força i es converteix en Darth Vader. Quan ja és Vader, l'Anakin es passa les següents dècades servint sota les ordres de l'imperi Galàctic de Palpatine, fins que es reuneix amb el seu fill, en Luke, i es redimeix matant els seu Mestre per tal de protegir en Luke (d'aquesta manera compleix el seu paper de "l'elegit") i també se sacrifica.
L'Anakin és interpretat per Jake Lloyd a The Phantom Menace (1999) i per Hayden Christensen a Attack of the Clones (2002) i a Revenge of the Sith (2005).

### Padmé Amidala

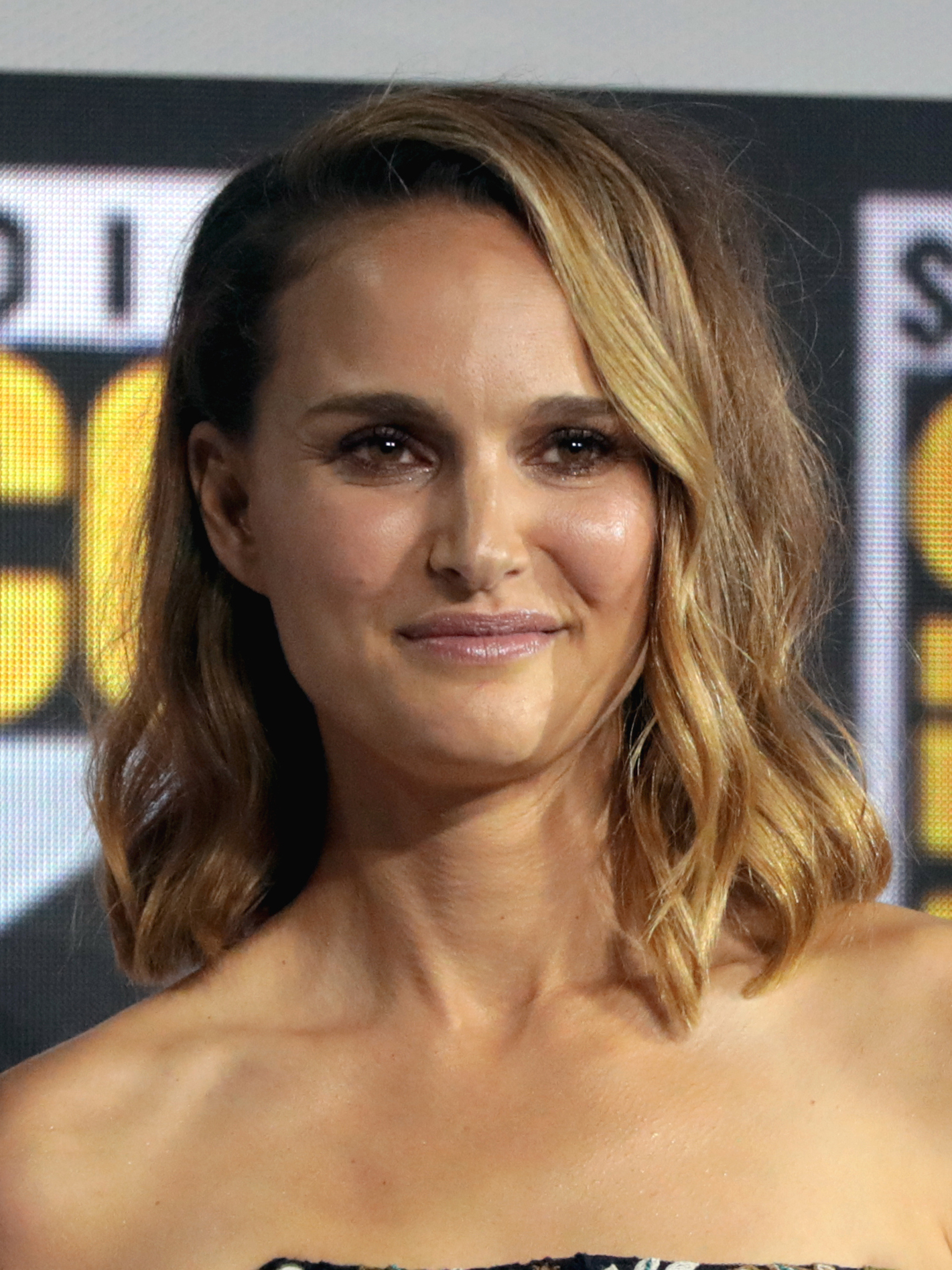
Natalie Portman va donar vida a Padmé Amidala.

La Padmé Amidala (interpretada per Natalie Portman) és la dona secreta de l'Anakin Skywalker, la mare d'en Luke Skywalker i la Leia Organa i l'àvia materna d'en Ben Solo. Amb només 14 anys va ser elegida Reina de Naboo i, més endavant, també en va ser la Senadora. Ella no utilitza la Força com la majoria de la família Skywalker. En el Senat, el seu amic més proper era el Senador Bail Organa. Després d'anys sense veure's, la Padmé es va tornar a trobar amb l'Anakin Skywalker i va enamorar-se d'ell. Poc després de la Batalla de Geonosis es van casar secretament. Tres anys més tard, ella diu a l'Anakin que està embarassada i que vol que els seu fill creixi al planeta de Naboo. La Padmé s'adona que l'Anakin comença a somniar que ella mor durant el part del seu fill i ella li assegura que només és un somni i que això no passarà. Després que l'Anakin caigués al Costat Fosc de la Força i assassinés a tots els Jedis del Temple Jedi, ell diu a la Padmé que els Jedi s'havien fet amb el poder de la República. L'Obi-Wan Kenobi arriba i demana a la Padmé on és l'Anakin i li diu que ha caigut al Costat Fosc de la Força. La Padmé acusa a l'Obi-Wan de mentir i no es creu que l'Anakin hagi matat als Jedis més joves (younglings). Després que l'Obi-Wan li digui que sap que l'Anakin és el pare del seu fill, la Padmé marxa a buscar l'Anakin. La Padmé troba a l'Anakin, qui està fent la transició cap a Darth Vader, a Mustafar i l'intenta convèncer a que abandoni el Costat Fosc, però Vader es nega i la ofega fins a deixar-la inconscient. La Padmé dona a llum a una bessonada, en Luke i la Leia. Abans de morir, ella diu a l'Obi-Wan que creu que encara hi ha una part bona dins l'Anakin. Durant el seu funeral, el seu cos va ser alterat perquè semblés que hagués mort abans de donar a llum. L'Obi-Wan i en Yoda decideixen que el millor és separar als fills per tal que Darth Vader no els pugui trobar.

### Luke Skywalker

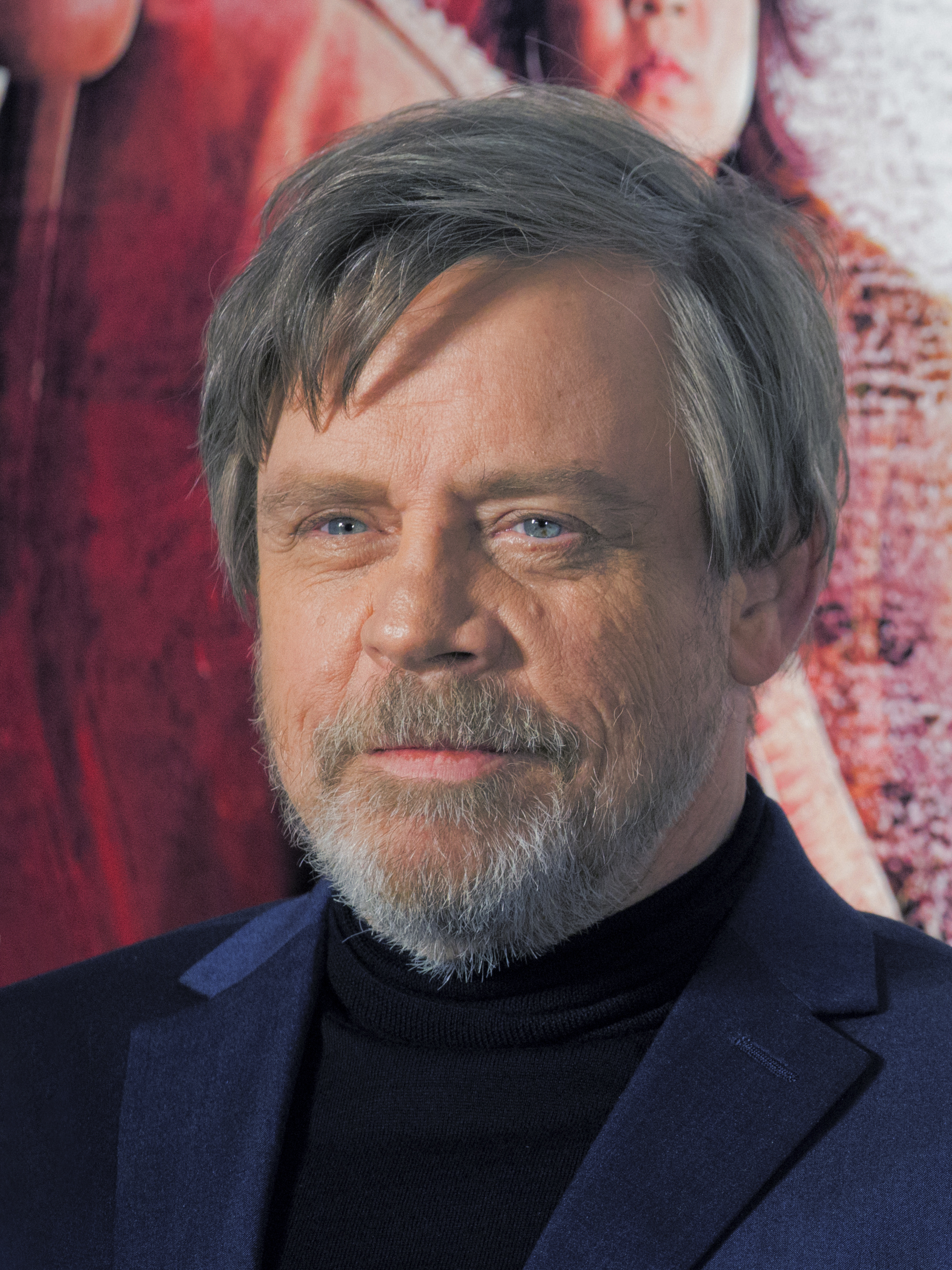
Mark Hamill va interpretar a Luke Skywalker.

Luke Skywalker (interpretat per Mark Hamill) és el germà bessó de la Princesa Leia Organa, l'oncle d'en Ben Solo, el fill de l'Anakin Skywalker i al Padmé Amidala i el net de la Shmi Slywalker. Després que la seva mare morís mentre donava a llum i que el seu pare acabés al Costat Fosc, el jove Luke va acabar a casa dels seus tiets, l'Owen i la Beru Lars. Té contacte amb la Força i té bones habilitats amb el sabre làser. A Star Wars Episode VI: Return of the Jedi, en Yoda, que està a punt de morir, li confirma que en Darth Vader (abans l'Anakin Skywalker) és el seu pare, tot i la descreença d'en Luke quan Vader li va dir el mateix a Star Wars Episode V: The Empire Strikes Back en un intent perquè en Luke anés cap al Costat Fosc de la Força. A través del seu espectre, l'Obi-Wan diu a en Luke que la Princesa Leia Organa és la seva germana. A Star Wars Episode VII: The Force Awakens, en Luke, qui és l'últim Jedi viu conegut, està amagat després d'haver fallat l'intent d'aturar els peus del seu nebot i aprenent Ben Solo (ara Kylo Ren) de caure al Costat Fosc de la Força i unir-se al Líder Suprem Snoke. És per això que ha tallat el seu contacte amb la Força. A Star Wars Episode VIII: The Last Jedi, la jove Rey troba en Luke i l'intenta convèncer perquè li ensenyi com utilitzar la Força, però ell es nega. Després de saber de la mort d'en Han Solo, ell entrena a la Rey i li ensenya com utilitzar la Força i així convertir-se en Jedi. En Luke revela a la Rey que va sentir en Ben en el Costat Fosc i estava espantat per ell, però en Ben va atacar-lo i va utilitzar la Força per fer caure la barraca i va deixar en Luke a sota enterrat. Quan ell es nega a ajudar a la Rey a tornar en Ben cap al Costat lluminós, en Luke fa plans per cremar la Llibreria dels Jedi i és rebut per en Yoda, qui el convenç perquè ajudi a la Rey i que no es lamenti per perdre en Ben. Al planeta de Crait, en Luke apareix amb el seu sabre làser antic i lluita en un duel contra en Ben, però en Luke l'esquiva. Després d'intentar parlar amb en Ben, en Luke desapareix, revelant així, que ell encara estava a l'Illa i que en Ben estava lluitant contra una projecció a través de la Força d'en Luke. Després de desaparèixer, en Luke cau al terra i es mor.

### Leia Organa-Skywalker

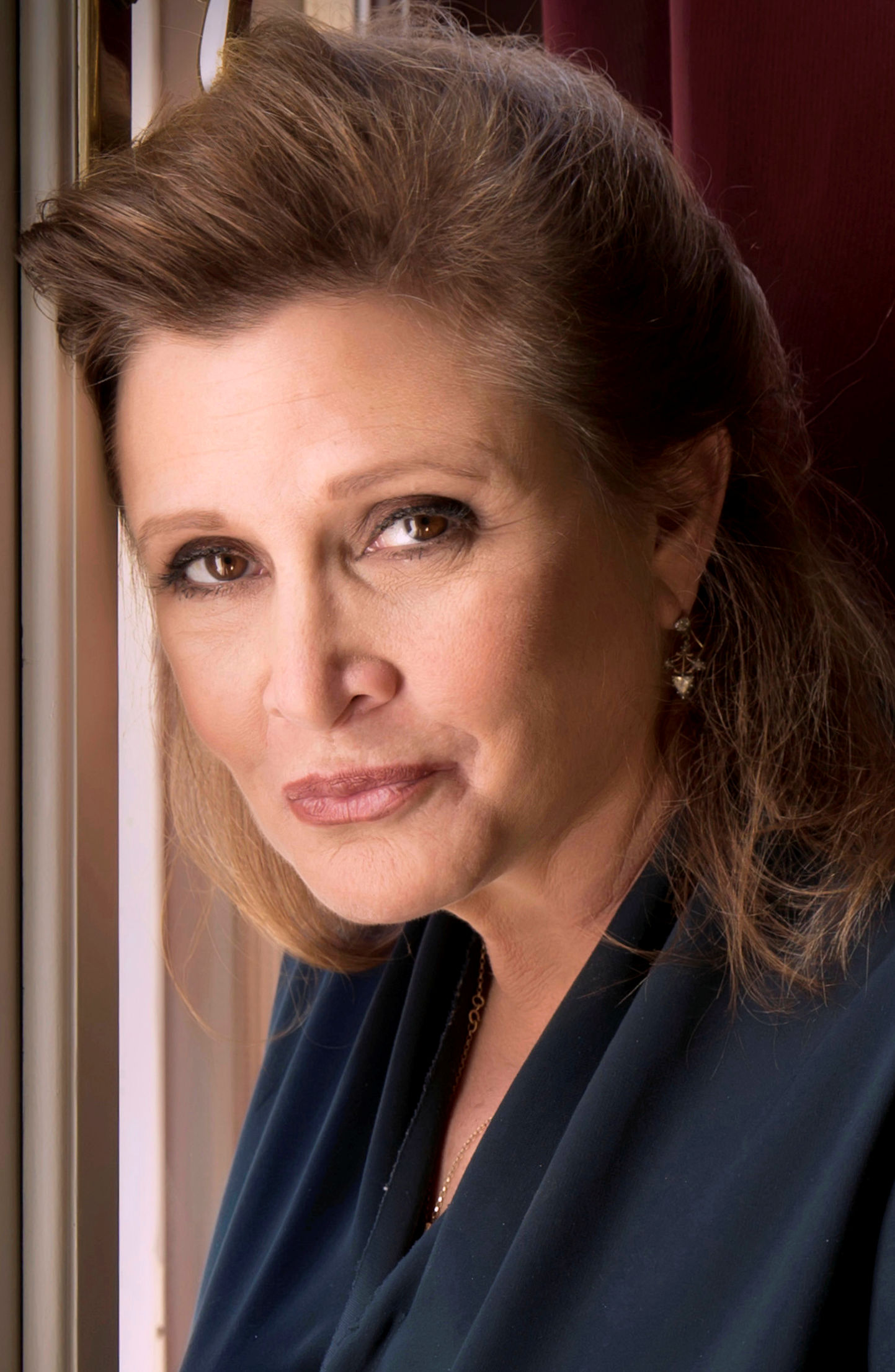
Carrie Fisher va interpretar a la princesa Leia Organa.

La Princesa Leia Organa (interpretada per Carrie Fisher) és la dona d'en Han Solo, la mare d'en Ben Solo, la germana bessona d'en Luke Skywalker, la filla de l'Anakin Skywalker i la Padmé Amidala i la neta de la Shmi Skywalker. Va créixer al planeta d'Aldeeran amb en Bail i la Breha Organa. Als 19 anys es va convertir en la Princesa d'Aldeeran i va ser capturada per Darth Vader. A Star Wars Episode V: The Empire Strikes Back, la Leia declara el seu amor per en Han Solo, però originalment, en Han i en Luke competeixen per guanyar-se el seu amor. A Star Wars Episode VI: Return of the Jedi, mentre Jabba el Hutt planeja donar en Luke, en Han i en Chewbacca a en Sarlacc com a menjar, en Jabba és mort per la Leia amb una cadena. Més endavant, la Leia es veu involucrada a la batalla d'Endor. Durant els anys següents, es converteix en la General Leia Organa, la líder de la Resistència, una organització militar per lluitar contra el Primer Orde. Ella està casada amb en Han Solo i té un fill, en Ben Solo, qui més tard es converteix en Kylo Ren. A causa d'aquest canvi del seu fill, la parella es va separar abans dels fets de Star Wars Episode VII: The Force Awakens. La Leia ha estat buscant el seu germà perdut Luke i també ha estat buscant una manera de treure el seu fill dels Costat Fosc de la Força. La Leia mor gastant la seva energia intentant arribar a en Ben, la qual cosa ajuda al seu fill a tornar al Costat Lluminós.

### Han Solo

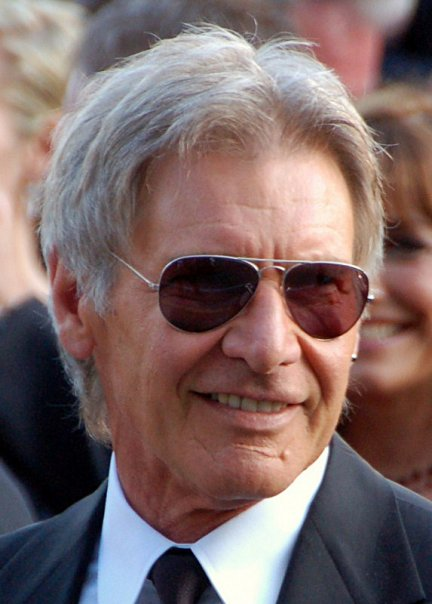
Harrison Ford va donar vida a Han Solo

Han Solo (interpretat per Harrison Ford) és el marit de la Leia Organa, el cunyat d'en Luke Skywalker, el pare d'en Ben Solo, el gendre de l'Anakin Skywalker i la Padmé Amidala i el net, a través del seu casament, de la Shmi Skywalker. A l'igual que la Shmi i la Padmé, ell no té contacte amb la Força i, és per això, que un dels objectes més destacats dels personatge és un blàster. A la pel·lícula Solo: A Star Wars Story és revelat que el pare d'en Han Solo era un constructor de vaixells al planeta de Corellia, planeta on també va néixer en Han. El nom del pare d'en Han no és revelat en cap moment i el seu cognom, Solo, li dona in oficial imperial just abans que s'unís a l'acadèmia de vol de l'Imperi, la qual deixaria tres anys més tard. La primera aparició de Han Solo va ser el 1977 a la pel·lícula original de Star Wars, on se'ns presenta juntament amb en Chewbacca, un Wookiee, quan són contractats per Luke Skywalker i Obi-Wan Kenobi (Alec Guinness) perquè els transportin. Més endavant, en Han i en Chewbacca s'involucren amb l'Aliança Rebel i en defensa el ideals; fins i tot ajuda en la destrucció de la primera i segona Estrella de la mort. A Star Wars Episode V: The Empire Strikes Back, en Han és capturat i torturat per Darth Vader i és empresonat i congelat en "carbonita" ja que Vader volia provar-ne la seva letalitat, tot i així, en Luke i la Leia aconsegueixen alliberar en Han Solo de la "carbonita", però això el deixa temporalment cec. Durant el curs de les franquícia, en Han es converteix en el cap militar de l'Aliança, s'enamora i es casa amb la Leia Organa, amb qui té un fill anomenat Ben Solo (Adam Driver). En Han és assassinat per en Ben, després d'haver-se convertit en Kylo Ren, ja que no va aconseguir retornar el seu fill al Costat Lluminós de la Força.

### Ben Solo

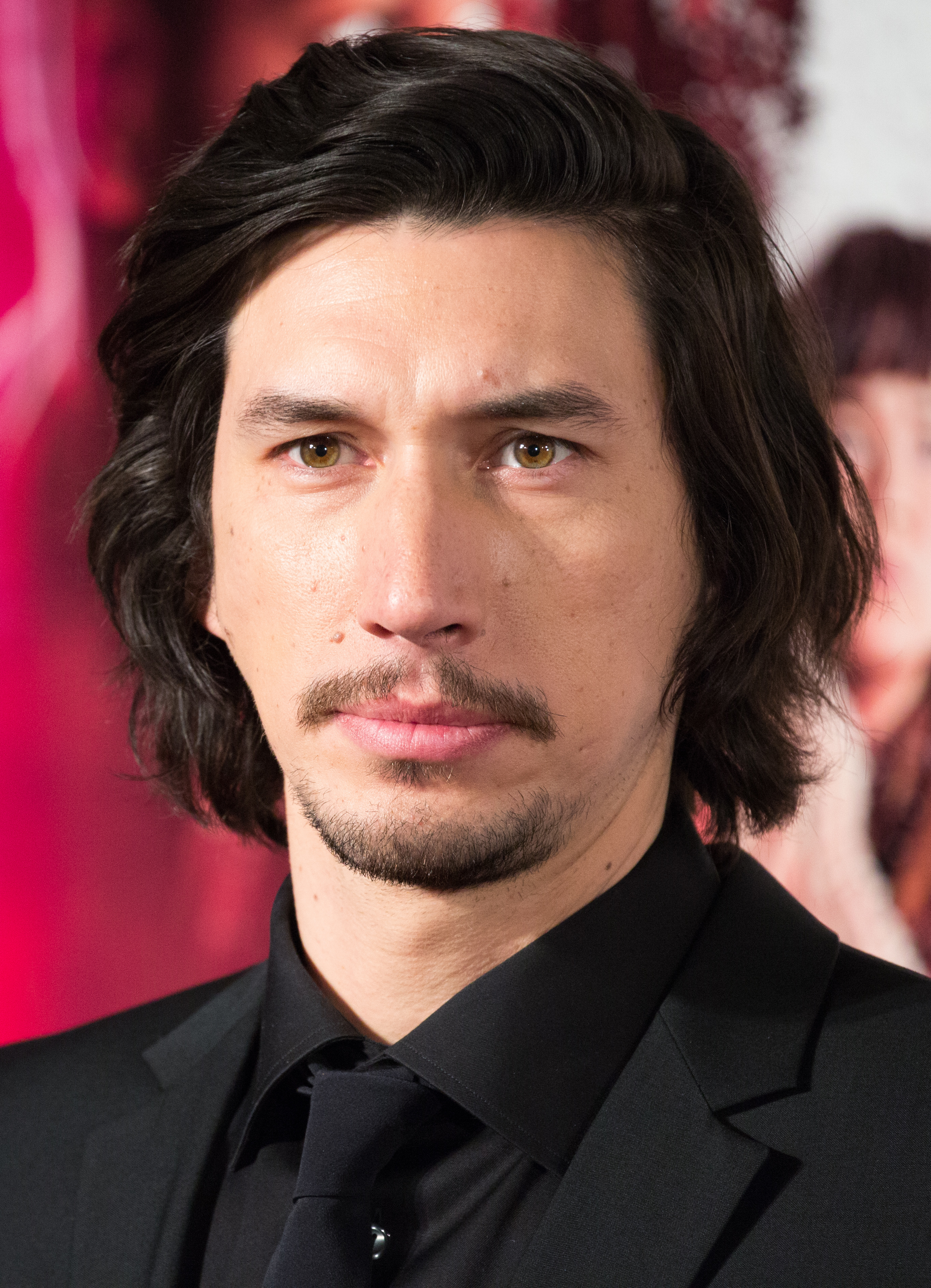
Adam Driver va interpretar a Ben Solo (Kylo Ren).

Ben Solo (interpretat per Adam Driver) és el fill de la Leia Organa i en Han Solo, el nebot d'en Luke Skywalker, el net de l'Anakin Skywalker i la Padmé Amidala i el besnét de la Shmi Skywalker. Inicialment, en Ben entrena amb el seu oncle, en Luke, per ser un Jedi, però més endavant, en Luke sospita que en Ben està sent influenciat per l'Snoke i, per tal d'evitar que causi destrucció, amb el seu sabre làser intenta matar-lo mentre dorm. Quan està pensant en matar-lo, en Ben es desperta i veu el seu tiet, el què fa que caigui al Costat Fosc de la Força. En Ben es converteix en Kylo Ren i treballa pel Primer Orde i ho fa sota la influència de l'Snoke. També forma una aliança complicada amb el General Hux (Domhnall Gleeson). En Ren està obsessionat amb el llegat del seu avi, el Sith Darth Vader, i aspira a poder acabar la feina que Vader va començar: l'eliminació de tots els Jedi. Ell mata Han Solo, el seu pare, però salva a la seva mare quan se li ordena disparar la seva nau. La caiguda al Costat Fosc d'en Ben i el fet que es convertís en Kylo Ren, va provocar la separació dels seus pares, però cap dels dos mai va deixar d'estimar el seu fill. En Luke s'enfronta amb ell i també desapareix per intentar aturar les accions d'en Ben. En Kylo també coneix a la Rey, una noia que té un fort contacte amb la Força i amb qui es pot connectar a través de la Força. Tot i que al principi són enemics, a través de la trilogia de seqüeles, formen una relació romàntica. Després de la mort de la seva mare, la Leia, la Rey salva la vida a en Kylo i ella li admetent que el vol unir a ell, però sota la condició que ha de ser en Ben Solo. Més endavant, té una visió del seu pare i decideix tornar al Costat Lluminós de la Força, convertint-se en Ben Solo un altre cop. Finalment, en Kylo se sacrifica per tornar la Rey a la vida i, mentre es fan un petó, en Kylo mor i desapareix sent així l'últim del llinatge dels Skywalker.

### Rey

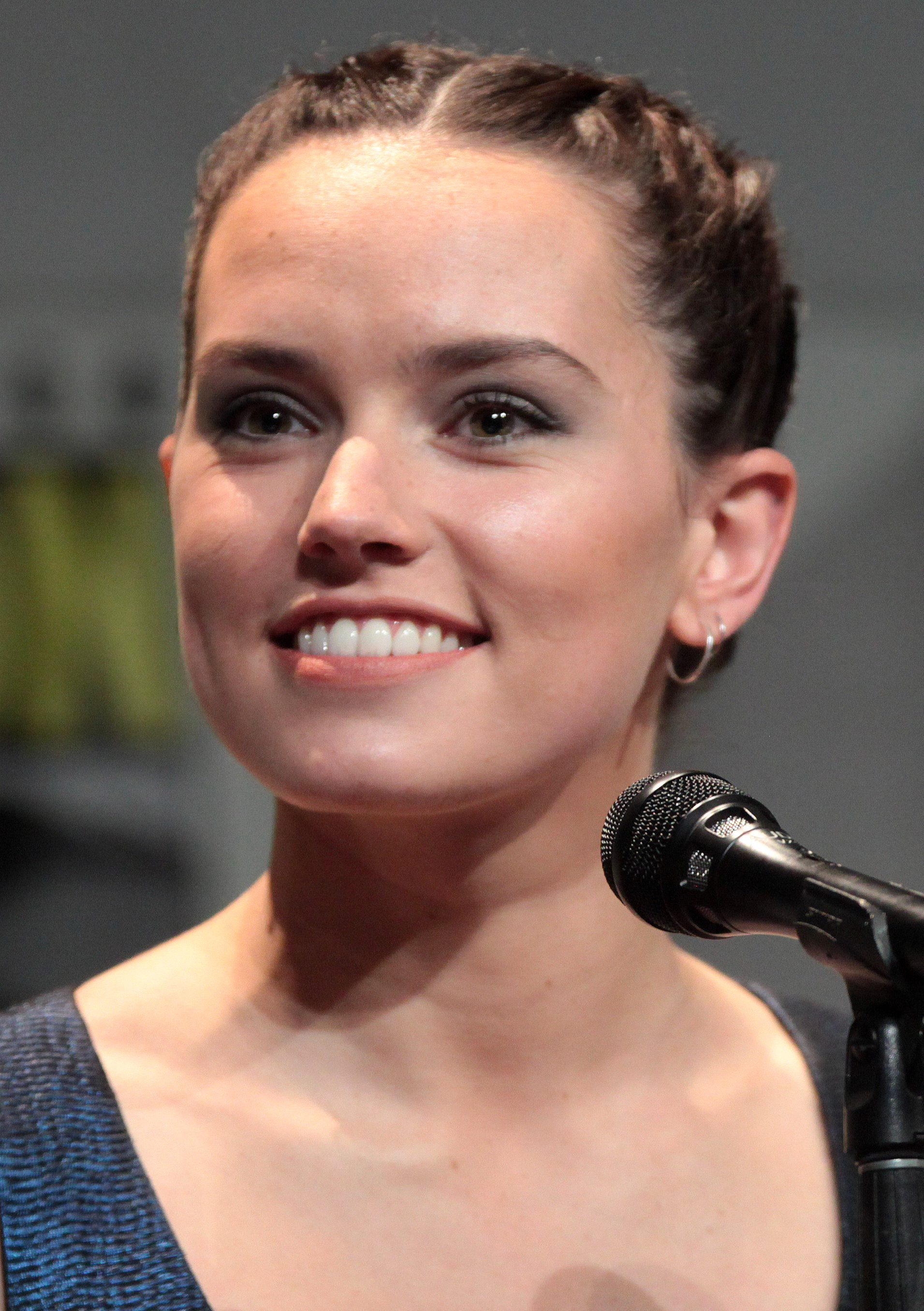
Daisy Ridley va interpretar a la Rey.

La Rey (interpretada per Daisy Ridley) és la neta de l'Empreador Palpatine i el seu pare era un clon no idèntic a Palpatine. Quan encara era nena, la Rey va ser amagada pels seus pares al planeta de Jakku, per tal d'amagar-la de Palpatine. Anys més tard, la Rey coneix a Kylo Ren, amb qui té una connexió a través de la Força, cosa a la que es refereixen amb el nom de "díada de la Força", i desenvolupa una relació amorosa amb en Kylo Ren tot i al principi ser enemics i és Ren qui se sacrifica per salvar a la Rey. La Rey també es converteix en l'aprenent de Jedi d'en Luke Skywalker, convertint-se així en la última aprenent del personatge. Al final de Star Wars Episode IX: The Rise of Skywalker, la Rey adopta Skywalker com el seu cognom (ja que considera que els Skywalker són la seva veritable família), tot i no ser del llinatge dels Skywalker; fins aquell moment, la Rey no tenia cognom. Amb les morts de tots els descendents de l'Anakin Skywalker, ella és la única persona viva i coneguda en portar els cognom Skywalker.